# Alexander Nikolajewitsch Jakupow

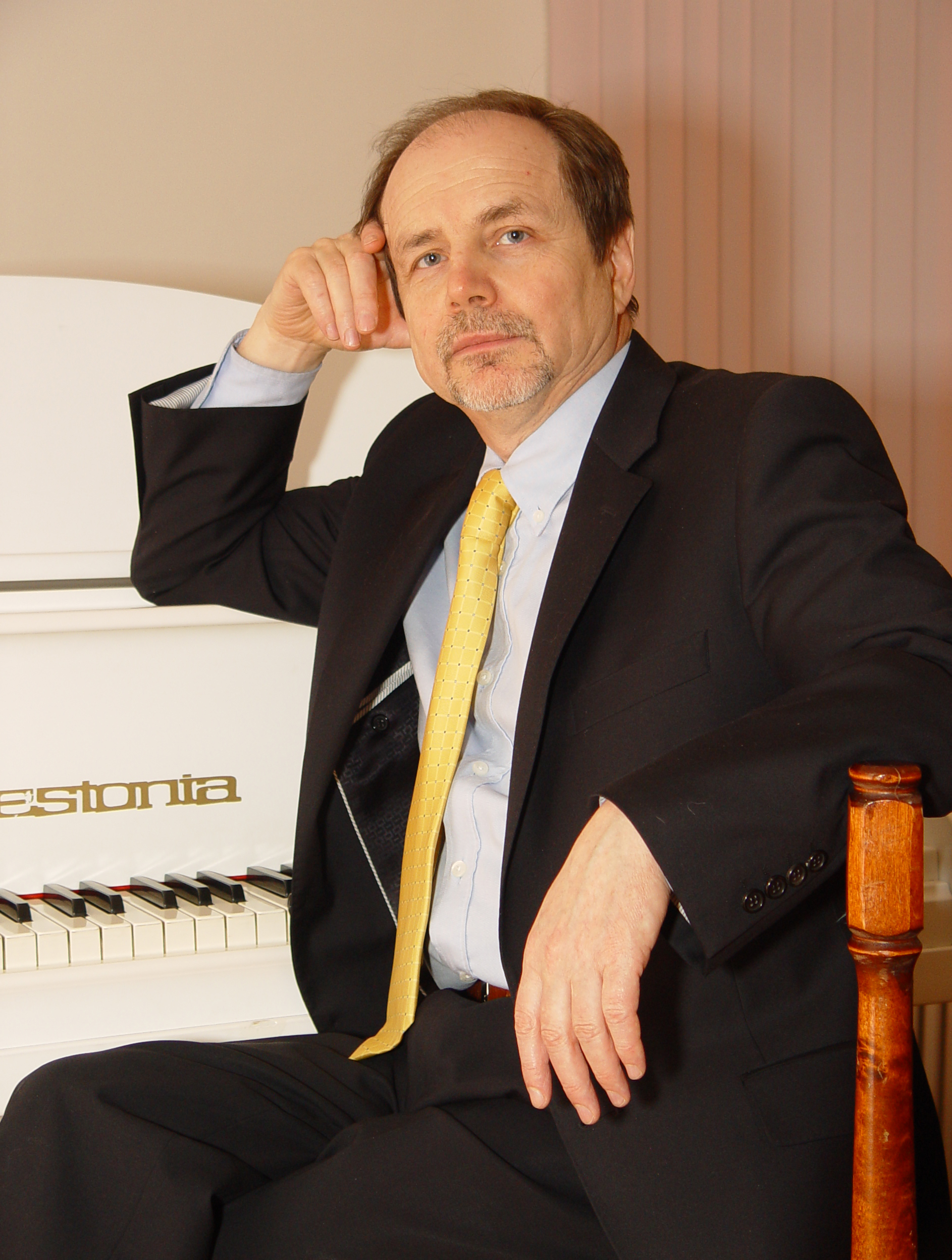
Alexander Nikolajewitsch Jakupow

Alexander Nikolajewitsch Jakupow (russisch Александр Николаевич Якупов; * 13. Mai 1951 in Swetlogorsk, Rajon Agapowka, Oblast Tscheljabinsk) ist ein russischer Dirigent und Pädagoge, Gründer des Magnitogorsker Ballett- und Operntheaters und Direktor der Zentralen Musikschule Moskau.

## Leben
Jakupow wurde 1993 Verdienter Kulturschaffender der Russischen Föderation und 1995 Doktor der Kunstwissenschaften. Ehrenbürger der Stadt Magnitogorsk ist er seit 1997. Der  Internationale Rotary-Musikwettbewerb hat ihn 2003 und 2004 zum Vorsitzenden der Jury gewählt. Seit 2007 gehört er dem Kuratorium des Internationalen Rotary-Musikwettbewerbs an.